# Paralimnophila barringtonia
Paralimnophila barringtonia là một loài ruồi trong họ Limoniidae. Chúng phân bố ở miền Australasia.